# Synallaxis infuscata
El pijuí de Pinto (Synallaxis infuscata), también denominado pijuí sencillo, es una especie de ave paseriforme de la familia Furnariidae perteneciente al numeroso género Synallaxis. Es endémica de una pequeña región del noreste de Brasil.

## Distribución y hábitat
Se distribuye en unas pocas localidades del noreste brasileño al este de los estados de Alagoas, Pernambuco y Paraíba.
Esta especie es considerada rara y local en su hábitat natural: los bordes de fragmentos de Mata Atlántica sufriendo varios grados de perturbación, hasta los 500 m de altitud. Ha sido observada en crecimientos secundarios al borde de bosques y plantaciones de café mezcladas con crecimientos secundarios junto a bosques.

## Descripción
Mide entre 16 a 18 cm de longitud y pesa entre 16 a 20 g. Su plumaje es predominantemente gris oscuro con corona, alas y cola rufos. Se asemeja a Synallaxis ruficapilla (con quien no se sobrepone) pero difiere porque le falta la lista pardo amarillenta pos-ocular y es gris oscuro más uniforme en las partes inferiores.

## Estado de conservación
El pijuí de Pinto ha sido calificado como amenazado de extinción por la Unión Internacional para la Conservación de la Naturaleza (IUCN) debido a que su zona de distribución es muy pequeña (a pesar de mayor de lo que previamente estimado), a la pérdida y perturbación de su hábitat y a que su población total, estimada entre 350 y 1500 individuos parece estar decayendo.

### Amenazas
Hubo una masiva destrucción de Mata Atlántica en Alagoas y Pernambuco, y se estima que solamente permanecen 2% de la foresta original en la zona de distribución de esta especie. También, la mayoría de los fragmentos de bosque donde esta especie ocurre son menores a 500 ha. Principalmente debido a la tala de árboles para conversión para plantaciones de caña de azúcar o pastoreos.

### Acciones de conservación
Está protegida por ley en Brasil y ocurre en la Reserva biológica de Pedra Talhada en Alagoas, donde las acciones son adecuadas. En Murici, otro local importante para la especie, las tierras permanecen privadas y diversas iniciativas de conservación han fallado en impedir la pérdida de forestas. También fue registrada en la Reserva ecológica Caetés y en la Reserva privada Frei Caneca en Pernambuco.

## Comportamiento
Se comporta muy semejante a S. ruficapilla, a pesar de ser una especie más de borde de bosque y mucho menos numerosa. Anda usualmente en pares, brincando y se arrastrando próxima al suelo, en el denso enmarañado del sotobosque.

### Alimentación
Se alimenta de artrópodos que captura en cáscaras de troncos de árboles y emarañados de lianas y raíces.

### Vocalización
Su canto es un agudo y nasal «enk-enk» o «enk-enk-enk». Su canto bisilábico es oído como un «ta-tac» lo que origina su nombre común onomatopéyico en Brasil.

## Sistemática

### Descripción original
La especie S. infuscata fue descrita por primera vez por el ornitólogo brasileño Olivério Mário de Oliveira Pinto en 1950 como la subespecie Synallaxis ruficapilla infuscata; su localidad tipo es: «Usina Nossa Senhora do Carmo, Vitória de Santa Antão, este de Pernambuco, Brasil».

### Etimología
El nombre genérico femenino «Synallaxis» puede derivar del griego «συναλλαξις sunallaxis, συναλλαξεως sunallaxeōs»: intercambio; tal vez porque el creador del género, Vieillot, pensó que dos ejemplares de características semejantes del género podrían ser macho y hembra de la misma especie, o entonces, en alusión a las características diferentes que garantizan la separación genérica; una acepción diferente sería que deriva del nombre griego «Synalasis», una de las ninfas griegas Ionides. El nombre de la especie «infuscata», proviene del latín «infuscatus»: moreno, oscuro.

### Taxonomía
Se considera que forma un grupo con Synallaxis ruficapilla y S. cinerea; y previamente fue considerada conespecífica con la primera, pero las diferencias vocales indican que la presente merece el rango de especie plena. Análisis recientes, utilizando la morfología y vocalizaciones, sugieren que, dentro del grupo, solo la presente especie y S. ruficapilla deberían ser considerados como taxones válidos, y que S. cinerea debería ser sinónimo de ruficapilla.  Sin embargo, con base en la filogenética molecular, se recomienda continuar con el reconocimiento de las tres especies. Este estudio también encontró evidencias de que el pariente más próximo al grupo formado por las tres sería S. moesta (de los contrafuertes andinos orientales). Futuros análisis más profundos podrían tal vez clarificar la verdadera situación taxonómica. Otros autores han propuesto que está más próximamamente emparentada con Synallaxis brachyura o Synallaxis hypospodia. Es monotípica.